# اختبار غلوكوز

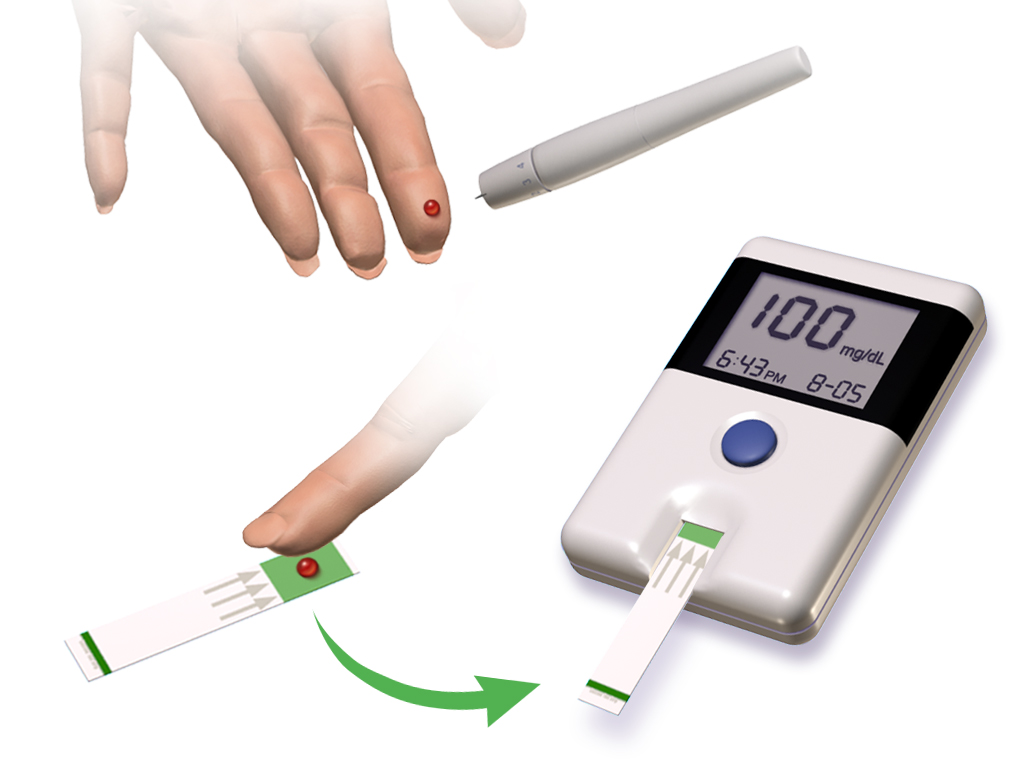
جهاز إلكتروني لقياس نسبة السكر بالدم.

اختبار الغلوكوز (بالإنجليزية: Glucose test)‏ هو أحد أنواع اختبار الدم ويستخدم للتعرف على مستويات الغلوكوز في الدم. تستخدم هذه الاختبارات في الكشف عن مقدمات السكري والسكري. ينصح المرضى بتجنب تناول الطعام أو الامتناع عن تناول السكريات فقط والاكتفاء بالماء مدة معينة قبل إجراء الاختبار. أما المرضى المصابون فعليا بالسكري فتستخدم مراقبة سكر الدم دوريا لمتابعة حالة المريض.
يوجد العديد من أنماط اختبارات سكر الدم والتي يمكن أن تستخدم لتقدير مستويات سكر الدم سكر الدم في لحظة زمنية محددة أو خلال فترة زمنية أطول، للحصول على مستويات متوسطة لقياس السكر أو لرؤية قدرة جسم الإنسان الصائم على إعادة مستويات السكر جلوكوز المتغير إلى القيم الطبيعية. إن تناول الطعام على سبيل المثال يؤدي إلى ارتفاع مستويات سكر الدم. لدى الأشخاص الأسوياء تعود هذه المستويات بسرعة إلى قيمها الطبيعية عن طريق زيادة القبط الخلوي خلية لسكر الدم جلوكوز والذي يحدث بشكل أساسي بسبب زيادة مستويات الأنسولين إنسولين في الدم.

إن اختبارات السكر يمكن أن تظهر فرط سكر الدم أو نقص سكر الدم مؤقت / طويل الأمد. إن هذه الحالات يمكن أن لا تتظاهر بأعراض واضحة ويمكن أن تؤذي الأعضاء على المدى الطويل. إن مستويات سكر الدم المرتفعة / المنخفضة بشكل غير طبيعي، العودة البطئية إلى مستويات سكر الدم الطبيعية من أي من الحالتين السابقتين (أي ارتفاع أو انخفاض سكر الدم) و / أو عدم القدرة على إعادة مستويات السكر إلى قيمها الطبيعية يعني إن هذا الشخص الخاضع للاختبارات من المحتمل أن لديه نوع ما من الحالة الطبية المرضية مثل السكري النوع الثاني والذي يحدث بسبب نقص الحساسية الخلوية للأنسولين. إن اختبارات سكر الدم تستخدم غالبا بهذه الطريقة لتشخيص هكذا حالات مرضية.

## طرق الاختبار
إن الاختبارات التي يمكن أن تتم في المنزل تستخدم لمراقبة سكر الدم من أجل الأمراض التي تم تشخيصها طبيا مؤخرا وبالتالي يمكن ضبط هذه الأمراض عن طريق المعالجة الدوائية وضبط توقيت ونوعية وجبات الطعام. إن بعض طرق الاختبارات المنزلية تتضمن:
- نمط وخز الإصبع لقياس سكر الدم - يحتاج هذا النمط لوخز الشخص لإصبعه 8 - 12 مرة باليوم.
- جهاز المراقبة المستمرة للغلوكوز - إن المراقبة المستمرة CGM تتضمن مرقبة سكر الدم كل خمس دقائق تقريبا.

إن الاختبارات غالبا ما تستخدم لتشخيص الأمراض وبعض الطرق تتضمن:
- اختبار الغلوكوز الصومي، بعد الطعام بثمانية أو اثنتي عشر وأربعة عشر ساعة بعد الطعام.
- قياس سكر الدم البلازمي fasting plasma glucose FPG : يجب أن يتم قياسه بعد 10 - 16 ساعة من تناول آخر وجبة طعام.[2]
- اختبار تحمل الغلوكوز[3]، اختبار متواصل أو مستمر
- اختبار الغلوكوز التال للأكل، يجب أن يتم قياس سكر الدم بعد 2 ساعة من تناول آخر وجبة طعام.[2]
- اختبار الغلوكوز العشوائي

إن بعض الاختبارات المخبرية لا تقيس مستويات سكر الدم بشكل مباشر من سوائل الجسم أو أنسجة الجسم ولكنها ما تزال تشر إلى مستويات سكر الدم المرتفعة. مثل هذه الاختبارات تقيس مستويات الخضاب الدم المرتبط فيه سكر الدم اختبار الهيموغلوبين الغليكوزيلاتي (مخزون السكر الخضابي)، غلوزة البروتينات، المأخوذة من الدم.

## استخدام اختبار الغلوكوز في التشخيص الطبي
إن اختبار الغلوكوز يمكن أن يستخدم للتشخيص أو للإشارة لحالات طبية محددة.
إن سكر الدم المرتفع يمكن أن يشير إلى:
- السكري الحملي. هذا الشكل المؤقت من السكري يظهر خلال الحمل، ويمكن تحسين أعراضه من خلال ضبط مستويات سكر الدم سواء دوائيا أو باستخدام الإنسولين.[4]
- السكري النوع الأول والسكري النوع الثاني أو حالة ما قبل السكري. إذاما شُخص السكري، فإن اختبارات السكر المنتظمة يمكن أن تساعد في تدبير وصيانة الحالة. إن السكري النوع الأول، يشاهد بشكل شائع لدى الأطفال أو المراهقين الذين لا تنتج أجسادهم كمية كافية من الإنسولين. إن السكري النوع الثاني، يشاهد بشكل نموذجي لدى البالغين الذين لديهم زيادة في الوزن. إن الأنسولين في أجسادهم إما أنه لا يعمل بشكل طبعي، أو أنه لا يوجد إنتاج كاف من الأنسولين لديهم.[5]
- سرطان البنكرياس سرطان البنكرياس [5]
- التهاب البنكرياس التهاب البنكرياس [5]
- قصور الدرق قصور الدرقية [5]

إن انخفاض سكر الدم نقص سكر الدم يمكن أن يشير إلى:
- فرط جرعة الأنسولين insulin overuse [5]
- الموت جوعا [5]
- قصور الدرقية [5]
- مرض أديسون [5]
- ورم جزيري (الأنسولينوما) [5]
- اعتلال الكلية [5]

## التحضير لإجراء الاختبار
إن الصيام قبل إجراء اختبار الغلوكوز يمكن أن يكون مطلوب من أجل بعض أنماط فحص سكر الدم. اختبار الغلوكوز الصومي، على سبيل المثال، يتطلب الصيام عن الطعام لمدة 10 -16 ساعة قبل إجراء الاختبار.
إن مستويات سكر الدم يمكن أن تتأثر ببعض الأدوية ويجب أن يتم التوقف المؤقت عن تناولها قبل إجراء اختبار الغلوكوز أو على ألأقل تخفيض جرعتها. مثل هكذا أدوية يمكن أن تتضمن الساليسيلات حمض الساليسيليك (الأسبرين)، حبوب منع الحمل حبوب منع الحمل، الستيروئيدات القشرية كورتيكوستيرويد، مضادات الاكتئاب ثلاثية الحلقة مضاد اكتئاب ثلاثي الحلقات، الليثيوم علاج بالليثيوم، المدرات مدر البول والفينوتؤين فينيتوين.
إن بعض المواد تحتوي على الكافئين كافيين (القهوة قهوة، الشاي tea، الكولا كولا، مشروبات الطاقة مشروب الطاقة، الخ). إن مستويات سكر الدم لدى الأشخاص الأصحاء بشكل عام لا تتغير بشكل مهم تحت تأثير الكافئين، لكن لدى مرضى السكري فإن تناول الكافئين يمكن أن يرفع مستويات سكر الدم عن طريق قدرته على تحريض الجهاز العصبي الإدريناليني جهاز عصبي ودي.

## النطاقات المرجعية لسكر الدم

### الغلوكوز الصومي
إن مستوى سكر الدم تحت 5.6 مول / ليتر (100 مغ / دل) المقاس بعد الصيام عن الطعام لمدة 10 - 16 ساعة يعتبر طبيعي.
إن مستوى سكر الدم بين 5.6 - 6 مول / ليتر (100 - 109 مغ / دل) المقاس بعد الصيام عن الطعام لمدة 10 - 16 ساعة يمكن أن يشير إلى حالة ما قبل السكري مقدمات السكري ويجب أن يتم إجراء اختبار تحمل السكر الفموي OGTT للمرضى الذين يحملون خطرا عاليا (مثل الأشخاص المسنين، أولئك المصابين بارتفاع ضغط الدم ... الخ).
إن مستوى سكر الدم بين 6.1 - 6.9 مول / ليتر (110 - 125 مغ / دل) المقاس بعد الصيام عن الطعام لمدة 10 - 16 ساعة يعني أنه من الواجب إجراء اختبار تحمل الجلوكوز OGTT للمرضى حتى ولو كانت بقية المؤشرات للسكري غير موجودة.
إن مستوى سكر الدم 7 مول / ليتر (126 مغ / دل) المقاس بعد الصيام عن الطعام لمدة 10 - 16 ساعة أو أعلى يشير إلى وجود السكري وإن اختبار الغلوكوز الصيامي يجب أن تتم إعادته.

### اختبار تحمل السكر
إن احتبار تحمل السكر هو فحص طبي ويتم خلاله إعطاء المريض الجلوكوز مع سحب عينات من الدم ليتم تحديد كم هي سرعة جسم المريض في التخلص من كمية السكر الزائدة في الدم نتيجة لتناول عينات السكر هذه.
يستخدم هذا الاختبار عادة من أجل مرضى السكري، مقاومة الإنسولين، وظيفة خلايا بيتا القاصرة، واحيانا نقص سكر الدم التفاعلي وضخامة الأطراف، أو اضطرابات أكثر ندرة متعلقة بأيض الكربوهيدرات. في النسخة الأكثر حداثة من هذا الاختبار، اختبار تحمل السكر الفموي OGTT، يتم تناول جرعة معيارية من السكر عن طريق الفم ويتم قياس مستوى سكر الدم لاحقا بعد ساعتين. تم استنباط العديد من اختبارات تحمل سكر الدم المعدلة وذلك باستخدام جرعات معيارية مختلفة من السكر، طرق مختلفة لتناول جرعات السكر المعيارية، فترات زمنية بينية مختلفة لجمع العينات الدموية بعد اعطاء السكر، وقياس مواد أخرى إلى جانب قياس مستوى سكر الدم.

#### تاريخيا
وصف اختبار تحمل السكر أول مرة عام 1923 من قبل جيروم دبليو. كون.
إن الاختبار قد اعتمد على العمل السابق المجرى عام 1913 من قبل السيد جاكبسون الذي حدد أنه بتناول النشويات الفموية يحدث تموجات في مستوى سكر الدم، والفرضية (المسماة ظاهرة ستاوب - تارغوت Staub-Traugott Phenomenon بعد ملاحظتها الأولى من قبل السيد ستاوب H. Staub في عام 1921 والسيد تارغوت K. Traugott في عام 1922) والتي تنص على أن المريض الطبيعي الذي يتم تغذته بالسكر سوف يتم العودة إلى مستويات سكر الدم الطبيعية بسرعة بعد ذروة بدئية، وسوف يظهر ارتكاسات محسنة ومطورة لتغذيته اللاحقة بالسكر.

#### الاختبار
منذ سبعينيات القرن الماضي اتفقت منظمة الصحة العالمية ومنظمات أخرى مهتمة بالسكري على الجرعة المعيارية من السكر المتناول والفترة الزمنية البينية الواجب انقضاؤها قبل جمع العينات الدموية لدراسة مستوى سكر الدم.

##### التحضيرات
يتم اعطاء التعليمات للمريض أن لا يقوم بتحديد الوارد الغذائي من السكريات في الأيام أو الأسابيع التي تسبق الخضوع للاختبار. يجب أن لا يتم إجراء الاختبار في الفترة التي يعاني فيها الشخص من مرض، حيث أنه كنتيجة لذلك يمكن أن لا تعكس استقلاب السكر لدى المريض عندما يكون في صحة جيدة خارج فترة المرض. إن الجرعة المخصصة من السكر لشخص بالغ يجب أن لاتعطى لمريض يزن أقل من 42.6 كغ (94 ليبرة)، أو أن الجرعة المفرطة من السكر سوف يمكن أن تسبب نتيجة إيجابية كاذبة إيجابية كاذبة وسلبية كاذبة. إن اختبار تحمل السكر الفموي يجب أن يتنجز في الصباح حيث أن تحمل السكر يمكن أن يستعرض الإيقاع النهاري مع انخفاض هام في فترة ما بعد الظهر. يجب أن تعطى التعليمات للمريض بالصيام (علما أن شرب الماء مسموح به) لمدة 8 - 12 ساعة قبل إجراء الاختبار. إن تناول الأدوية بجرعات عالية مثل حمض الساليسيليك، مدرات البول، مضادات الاختلاج وحبوب منع الحمل تؤثر على اختبار تحمل السكر.

##### الإجراء
1. النقطة الزمنية صفر (الخط القاعدي) يتم سحب عينة دم وقياس مستوى سكر الدم فيه.
2. يتم إعطاء المريض جرعة محلول السكر المحددة (كما هو موضح في الأسفل) ليقوم بشربها في إطار خمس دقائق من الزمن.
3. يتم سحب عينة الدم بفواصل زمنية محددة من أجل قياس مستوى سكر الدم، وفي بعض الإحيان مستويات الإنسولين. إن الفواصل الزمنية بين العينات الدموية المسحوبة لقياس سكر الدم وعدد مرات سحب هذه العينات تختلف من مريض لآخر تبعا للغرض الذي يجرى بسببه هذا الاختبار. من أجل المسح بحثا عن وجود السكري البسيط، فإن العينة الأكثر أهمية هي العينة المسحوبة في الساعة 2 ومن الممكن أن تكون العينة المسحوبة في الساعة 0 والعينة المسحوبة في الساعة 2 هما العينتان الوحيدتان اللتين يتم جمعهما. يمكن أن يستمر المختبر في جمع عينات الدم حتى الست ساعات تبعا للبروتوكول المطلوب من قبل الطبيب.

##### جرعة السكر والتباينات
إن جرعة 75 غرام من السكر هي الجرعة المنصوح فيها من قبل منظمة الصحة العالمية  للاستخدام لدى جميع البالغين. وهي الجرعة الرئيسية المستخدمة في الولايات المتحدة. يتم تعديل الجرعة تبعا للوزن فقط لدى الأطفال. إن الجرعة يجب أن يتم شربها خلال خمس دقائق.
التباين الموجود لهذه الجرعة هو غالبا المستخدم في فترة الحمل حمل للمسح بحثا عن سكري حملي، مع إجراء اختبار المسح لـ 50 غرام خلال ساعة، إذا كان سكر الدم مرتفعا، يتبع هذا الإجراء باستخدام اختبار لـ 100 غرام خلال 3 ساعات.
في الممارسة العامة في المملكة المتحدة UK ، إن جرعة تحميل السكر المعيارية كانت تتم باستخدام 394 مل من مشروب الطاقة لوكوزيد Lucozade بالنكهة الغازية الأصلية، لكن هذا يتم الاستعاضة عنه باستخدام مشروبات مصنوعة لغرض محدد. 
في البرتغال، إن جرعة التحميل المعيارية للسكر يتم تقديمها من قب المختبر السريري أو المستشفى باستخدام 200 مل من السائل في زجاجة بلاستيكية. إن الصنف الأفضل المعروف هو TopStar، المنتج في البرتغال. إن الجرعة المنصوح فيها من أجل جميع البالغين هي 75 مل كجرعة فموية، والتي يتم تعديلها تبعا للوزن لدى الأطفال. على كل حال، إن جرعة 50 غرام وجرعة 100 غرام تستخدم أيضا، وهي متاحة بطعمات البرتقال، الليمون والكولا.
إن البديل المصاغ من قبل الدكتور بيتر عطية لاستخدامه في «العالم الحقيقي» لإجراء اختبار تحمل السكر الفموي OGTT يتضمن تناول السكر والخبز.

##### المواد المقاسة والتباينات
إذا كان هناك اشتباه بوجود بيلة السكر الكلوية بيلة سكرية كلوية (وهي حالة مرضية يحدث فيها طرح السكر في البول على الرغم من مستوياته الطبيعية في الدم)، فإنه من الممكن أيضا جمع عينات البول من أجل إجراء الاختبار عليها بالتوازي مع اختبارات مستوى سكر الدم في الساعة 0 والساعة 2 من الاختبار.
تفسير النتائج
الغلوكوز الصومي (المقاس قبل البدء باختبار تحمل ائئكر الفموي) يجب أن يكون أقل من 5.6 ميلي مول/ليتر (100 مغ/دل). إن مستويات السكر الصيامي بين 5.6 و 6.9 ميلي مول/ليتر (100 و 125 مغ/دل تشير إلى حالة ما قبل السكري (يسمى أيضا اختلال الجلوكوز الصومي)، وإن مستويات الغلوكوز الصومي المأخوذة بشكل متكرر والتي تعطى قيمم 7.0 ميلي مول/ليتر (يساوي أو أعلى من 126 مغ/دل) تكون مشخصة للداء السكري .
من أجل قيم سكر الدم المحصول عليها بعد ساعتين في اختبار تحمل السكر مع تناول 75 غرام من السكرـ فإن مستويات سكر الدم تحت 7.8 ميلي مول/ليتر (140 مغ/دل) هو طبيعي، في حين إن مستويات سكر الدم الأعلى من ذلك تشير إلى فرط سكر الدم. إن مستويات سكر الدم البلازمي بين 7.8 ميلي مول/ليتر (140 مغ/دل) و11.1 ميلي مول/ليتر (200 مغ/دل) تشير إلى «اختلال تحمل السكر مقدمات السكري»، وإن مستويات سكر الدم فوق 11.1 ميلي مول/ليتر (200 مغ/دل) بعد ساعتين من بدء اختبار تحمل السكر الفموي يؤكد تشخيص السكري .